# Natalija Waśko
Natalija Lubomyriwna Waśko (ukr. Наталія Любомирівна Васько; ur. 19 października 1972 w Czerwonogrodzie) – ukraińska aktorka filmowa, teatralna i telewizyjna oraz prezenterka telewizyjna. Jest członkinią Ukraińskiej Akademii Filmowej.

## Życiorys
W młodości uczęszczała do teatru dziecięcej twórczości Kazka, gdzie wcielała się w różnorodne role – od księżniczek po potwory. Po ukończeniu szkoły, za drugim podejściem, dostała się do Kijowskiego Narodowego Uniwersytetu Teatru, Kina i Telewizji im. Iwana Karpenki-Karego, który ukończyła w 1994. Już od IV roku studiów występowała w Kijowskim Akademickim Teatrze Dramatu i Komedii na lewym brzegu Dniepru. W latach 1999–2019 była czołową aktorką Kijowskiego Akademickiego Teatru Młodych Widzów.
W 2008 roku prowadziła program Ranok z „Interom“ (pol. Poranek z Interem) na ukraińskim kanale telewizyjnym Inter.
W 2017 otrzymała nagrodę Zołotą Dzygę w kategorii „Najlepsza aktorka drugoplanowa” za rolę w filmie Gniazdo turkawki (2017). 
Grała m.in. w emitowanym przez TVP1 serialu Zniewolona czy polsko-czesko-ukraińskim serialu kryminalnym Zasada przyjemności emitowanym w Polsce przez Canal+. 

## Życie prywatne
Z pierwszego małżeństwa ma córkę Juliję (ur. 1996). 28 lutego 2022 poślubiła Andrija Szestowa, z którym była związana od ośmiu lat. 